# Vrindavana
Vrindavana (i äldre texter Brindaban, från sanskrit Vrndāvana = gudinnan Vrindas skog) är en pilgrimsort vid floden Yamuna i Uttar Pradesh.
Vrindavana är en av hinduernas främsta vallfartsorter, särskilt förknippad med legenden om guden Krishna. Staden har omkring 1.000 tempel, av vilka Govinda-Deva-templet, byggt omkring 1590 är det mest imponerande och ett av norra Indiens mest framstående byggnadsverk.